# Dorfkirche Rethwisch

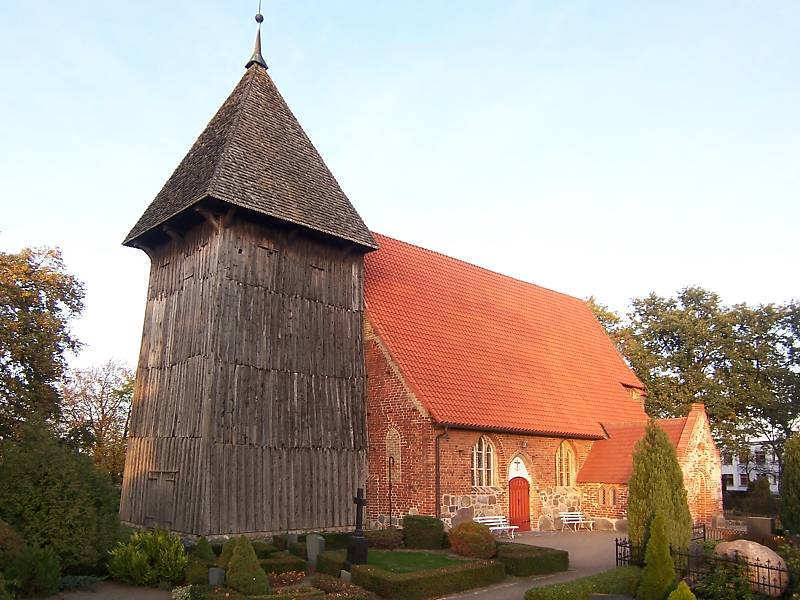
Dorfkirche Rethwisch

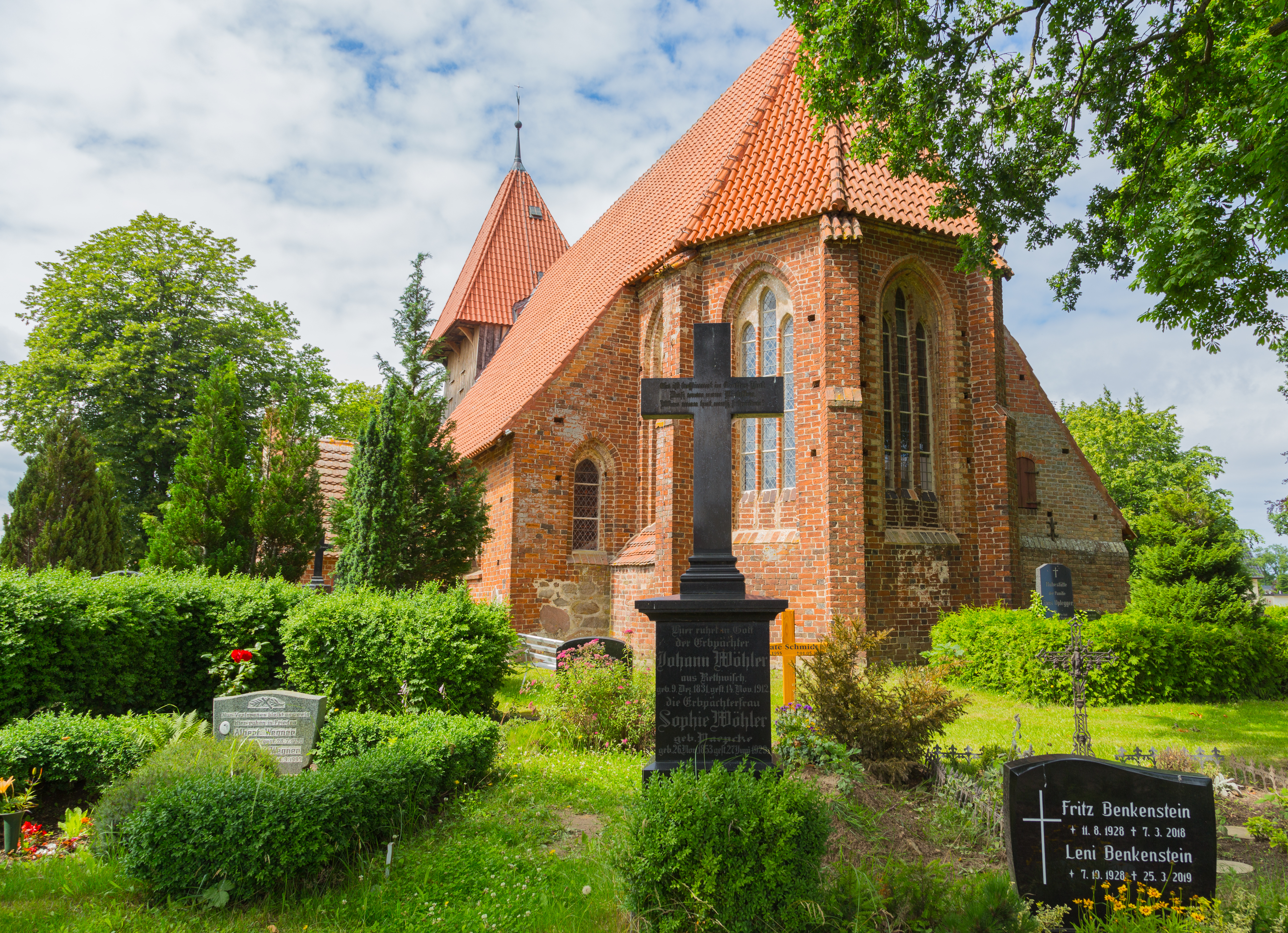
Ostansicht

Die Dorfkirche Rethwisch ist die Kirche der Evangelisch-lutherischen Kirchengemeinde Rethwisch im Landkreis Rostock. Die Gemeinde gehört zur Propstei Rostock im Kirchenkreis Mecklenburg der Evangelisch-Lutherischen Kirche in Norddeutschland (Nordkirche).

## Geschichte
1299 war ein Geistlicher des Doberaner Klosters in Rabenhorst eingesetzt. In der Kriegsschadensrechnung von 1312 zu den Schäden der Auseinandersetzung zwischen den Rostockern unter Nikolaus und den Truppen Heinrich des Löwen wurde ein Verwalter (magister curie) des Klosters Doberan sowie ein Kirchhof und Küster erwähnt. 1353 wurde erstmals von einer Kirche geschrieben, die „capella Redwisch“, ein Jahr darauf „ecclesia Redewisch“ genannt wurde. Dabei wurde erwähnt, dass die Kirche zuvor in Rabenhorst ansässig war, nun ihren Sitz in Rethwisch genommen hatte. Nach der Reformation ging der Klosterbesitz 1552 in den landesherrlichen Domanialverband über.

## Baubeschreibung
Die Kirche wurde am Anfang des 14. Jahrhunderts aus Feldsteinen und Backstein errichtet. Das dreischiffige Langhaus ist älter als der mit einem Achteck geschlossene Chor und der Westturm, der aus Holz gefertigt und mit einem vierseitigen Helm versehen ist. Das Dach ist mit Dachziegeln der Art Mönch und Nonne gedeckt, die Seitenschiffe haben Pultdächer. Das Langhaus und die Seitenschiffe sind durch jeweils zwei Pfeiler mit gotischen Bögen getrennt. Der Chor hat eine Gewölbedecke, das Mittel- und die Seitenschiffe sind mit einer flachen Holzdecke geschlossen. An der Nordseite des Chores ist eine Sakristei, südlich an das Langhaus eine Vorhalle angebaut. Nach 2001 wurden zahlreiche Restaurierungen durchgeführt, wobei die Sakristei, eine historische Glocke, die Kanzel, der Taufengel, die Fenster, die Innenausmalung und der Kirchturm instand gesetzt wurden.

## Inneneinrichtung

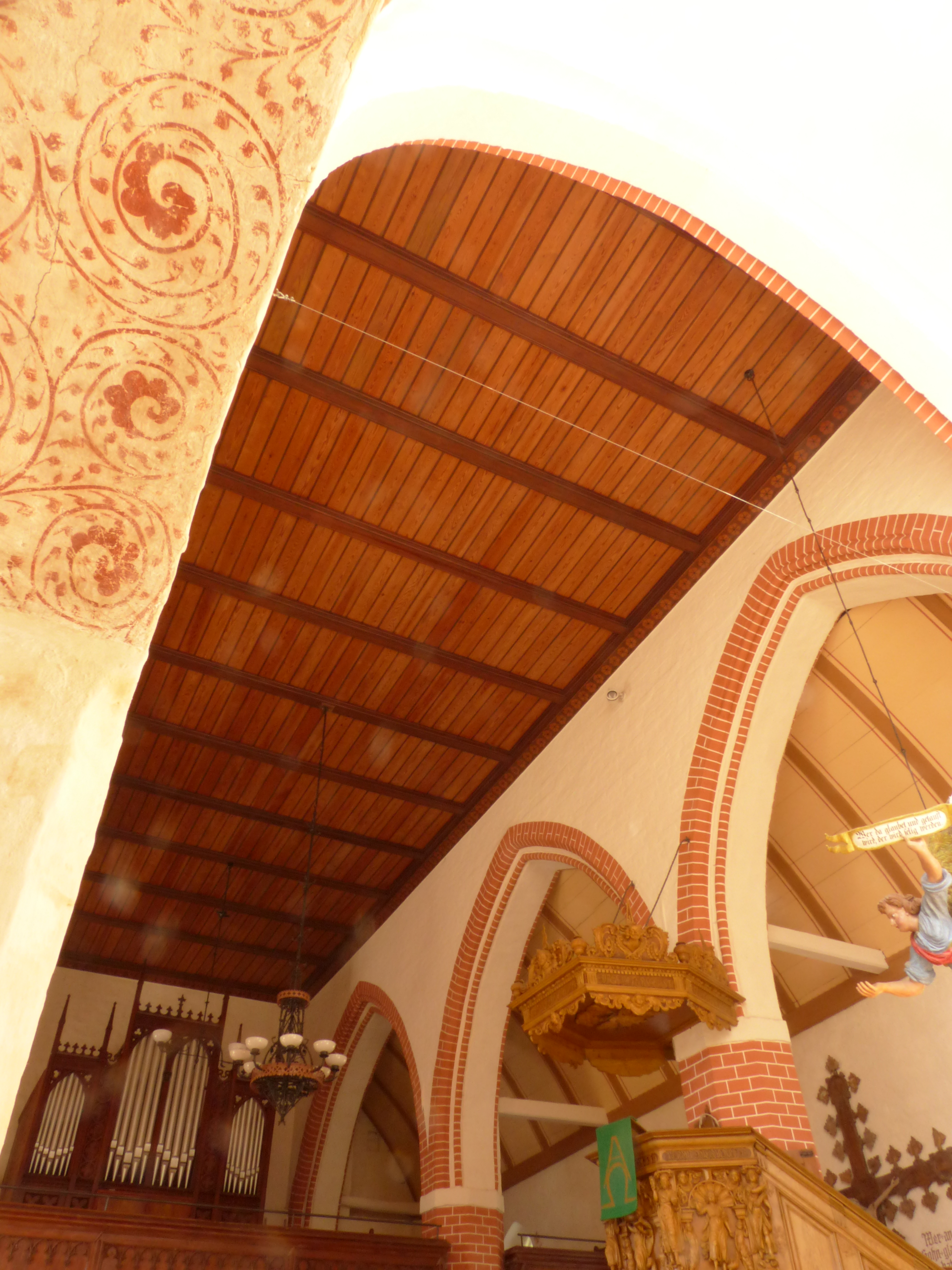
Mittelschiff flache Holzdecke, Seitenschiff nicht ganz Halbtonne

Der Altaraufsatz besteht aus einem Triptychon und einer Predella. Der Mittelteil des Altars zeigt die Kreuzigungsszene mit etwa 40 geschnitzten Figuren, rechts und links jeweils Nischen mit der Darstellung von Heiligen. In den Flügeln des Altars finden sich auf jeder Seite vier Figuren oder Figurengruppen: die heilige Katharina, eine Gruppe der heiligen Dreieinigkeit, Magdalena, Jacobus, Christophorus und Andreas. In der Predella befinden sich acht Figuren: sitzend Christus und Maria, stehend Stephanus, Barbara, der Apostel Paulus, der Apostel Petrus, Katharina und Laurentius. Die Tracht der Figuren deutet auf eine Entstehung in der Mitte des 16. Jahrhunderts hin.

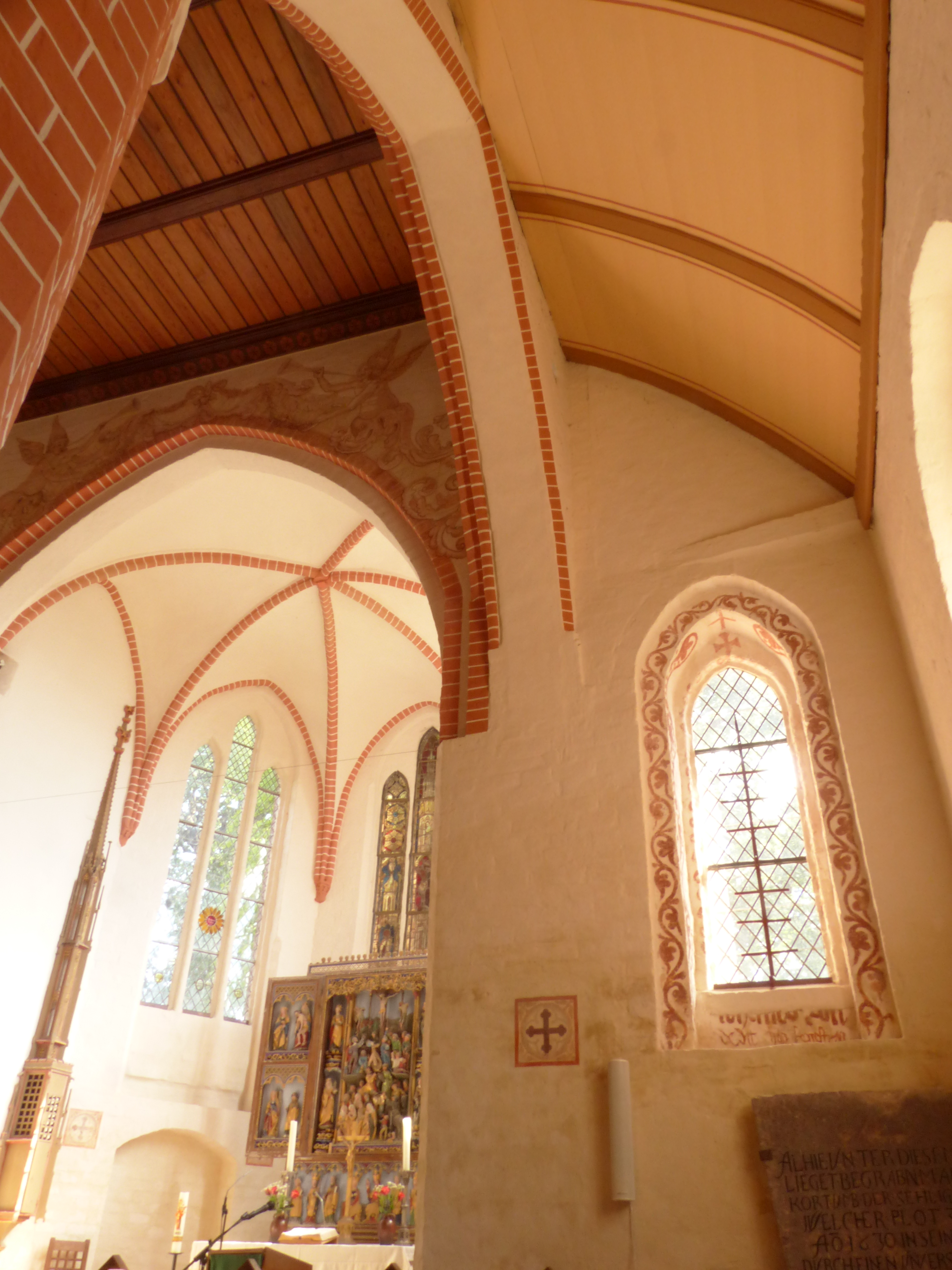
Chor mit Schirmgewölbe und Flügelaltar

Die mit reichem Schnitzwerk versehene Kanzel stammt von 1666, die Altarschranken von 1646. An der Nordwand des Chores befindet sich ein gotisches Sakramentshaus mit einer sehr schlanken Fiale als Bekrönung. Das Chorfenster hinter dem Altar ist mit Glasgemälden versehen, die eine Kreuzigungsszene zeigen. Die Orgel ist ein Werk von Friedrich Wilhelm Winzer aus dem Jahr 1869 mit heute 11 Registern auf zwei Manualen und Pedal, das 1962 durch die Firma Sauer Orgelbau stark umdisponiert und umgebaut wurde.

## Pastoren
- Ulrich Darjes (1832–1864)